# Complexe majeur d'histocompatibilité de classe II
Pour un article plus général, voir complexe majeur d'histocompatibilité.
 (juin 2013).
Si vous disposez d'ouvrages ou d'articles de référence ou si vous connaissez des sites web de qualité traitant du thème abordé ici, merci de compléter l'article en donnant les références utiles à sa vérifiabilité et en les liant à la section « Notes et références ».

Représentation schématique du CMH de classe II.

Le complexe majeur d'histocompatibilité de classe II (CMH II) est une molécule retrouvée à la surface des cellules présentatrices d'antigènes (CPA) dites « professionnelles » (parce que c’est le seul rôle qu’elles jouent) telles que les cellules dendritiques, les lymphocytes B activés, les macrophages. Elle peut également être exprimée par certaines cellules de tissus particuliers (moelle osseuse rouge ou thymus) afin d'éduquer les lymphocytes à la reconnaissance des peptides du non-soi.
Le CMH de classe II est aussi exprimé par certaines cellules lymphoïdes innées et les cellules de Langerhans de la peau.

## Rôle
Un antigène exogène entré par phagocytose ou pinocytose est associé aux molécules du CMH II par des processus relativement complexes. Cet antigène se fixe au CMH II par l'intermédiaire de l'agrétope. L'association du CMH II à un peptide antigénique permet l'expression des molécules du CMH II à la surface cellulaire. Ainsi, le CMH II présente les peptides aux lymphocytes T CD4 naïfs afin d'entrainer leur différenciation en cellules auxiliaires (Th1, Th2, etc.). Le CMH II est aussi utile pour les lymphocytes B après association avec le TCR des Th2 de sorte que ces premiers puissent subir une maturation d'affinité et une commutation isotypique.